# NGC 4701
NGC 4701 este o galaxie spirală situată în constelația Fecioara. A fost descoperită în 30 aprilie 1786 de către William Herschel. Se află la o distanță de 15,6 megaparseci de Pământ.